# 沖ノ内 (相馬市)
沖ノ内（おきのうち）は、福島県相馬市に存在する町丁。相馬市の中の中村地区内の一つで、一丁目から三丁目まで構成されている。郵便番号は976-0016。

## 地理
相馬市の町丁である沖ノ内は同市内の中央に位置する。同字の周辺では西に中村、南に塚ノ町、南東に北飯渕、北に北小泉と同市内の同じ中村地区の大字とそれぞれ接している。また北側には小泉川が沖ノ内と北隣の北小泉との間を流れる。

## 世帯と人口
相馬市による沖ノ内の世帯数は401世帯であり、人口数は男447人、女398人で合計845人である（2017年（平成29年）6月30日現在）。

## 周辺の交通
道路
- 国道6号（陸前浜街道）
- 福島県道38号相馬亘理線
  - 国道6号は沖ノ内字内の西側に、県道38号は同字内の東側にそれぞれ南北に貫いている。ちなみに両道路は同字内ではないが南隣の塚ノ町の塚ノ町交差点で交差する（県道38号はその交差点が起点である。また同じくその交差点が起点である国道115号とも交差する）。

バス路線
- 福島交通（相馬営業所）
  - 沖ノ内字内には相馬営業所（中村字内）発着で松川浦や原釜循環線方面へ行く当バスが県道38号を経由して通っている。同字内の県道38号沿いに当バスの沖ノ内停留所から利用できる[4]。

鉄道路線はJR東日本常磐線相馬駅が沖ノ内の西隣の中村字内にあるため、距離的には近いが上記の福島交通の相馬営業所方面行きのバスでも向かうことができる（同営業所から相馬駅までは徒歩1-2分で着く）。

## 周辺の施設や店舗など
- 相馬中央病院
- ふれあい診療所
- ニコニコ調剤薬局
- セブンイレブン相馬沖ノ内店
- ファミリーマート相馬沖ノ内店
- ミニストップ相馬沖ノ内店
- ファミリーストアおおはし
- マルセキ東北カンパニーグッドハート相馬セントラルSS
- 菊長相馬バイパス給油所